# Te to Te wo Tsunagou!
"Te to Te wo Tsunagou!" (手と手をつなごう!) é um single de Hironobu Kageyama lançado pela Nippon Columbia em 19 de agosto de 1995.

## Produção
O single possui quatro faixas, sendo duas canções e suas versões em karaokê. Hironobu Kageyama fez o vocal das duas.
A composição e arranjos das músicas ficou por conta de Gouji Tsuno, que já trabalhou na trilha de diversos animes e séries de tokusatsu, incluindo Choujin Sentai Jetman e músicas da franquia Bakusō Kyōdai Let's & Go. Tsuno, na época, fazia parte da banda FLYING SKY juntamente com Kazuhiro Konishi, que escreveu a letra do lado B. A banda já trabalhou em trilhas sonoras de diversos animes, até mesmo em Os Cavaleiros do Zodíaco.

## Legado
A faixa-título foi criada para ser o tema de abertura do anime Robot Paruta, enquanto o lado B foi seu primeiro encerramento. Ela também foi inclusa na coletânea Mixture, de Hironobu Kageyama

## Faixas
| N.º            | Título                                   | Letras           | Música         | Arranjo        | Duração |  |
| 1.             | "Te to Te o Tsunago!"                    | Gouji Tsuno      | G. Tsuno       | G. Tsuno       | 4:37    |  |
| 2.             | "MELODY"                                 | Kazuhiro Konishi | G. Tsuno       | G. Tsuno       |         |  |
| 3.             | "Te to Te o Tsunago! (Original Karaoke)" | instrumental     | G. Tsuno       | G. Tsuno       | 4:37    |  |
| 4.             | "MELODY (Original Karaoke)"              | instrumental     | G. Tsuno       | G. Tsuno       |         |  |
| Duração total: | Duração total:                           | Duração total:   | Duração total: | Duração total: | 16:52   |  |